# 阿雷格里港機場
阿雷格里港機場（葡萄牙語：Aeroporto de Porto Alegre）是一座位於聖多美與普林西比聖多美島西南部城鎮阿雷格里港的機場，也是該國三座機場之一。